# Susanna Galeazzi
Susanna Galeazzi (Roma, 14 marzo 1978) è una giornalista e conduttrice televisiva italiana.

## Biografia
Susanna Galeazzi è nata il 14 marzo 1978 a Roma, figlia del giornalista sportivo, conduttore televisivo ed ex canottiere Gian Piero Galeazzi (1946-2021) e di sua moglie Laura, ed ha un fratello di nome Gianluca, anch'esso giornalista.

## Carriera
Susanna Galeazzi ha frequentato il liceo classico a Roma. Dall'8 febbraio 2006 è giornalista professionista, dopo che il 14 maggio 2003 si è iscritta all'albo dei giornalisti. Ha iniziato la sua carriera di giornalista con il sito Kataweb e con la rivista settimanale L'Espresso. Successivamente è passata a Sky, dove ha condotto il telegiornale sportivo del canale Sky TG24, intitolato Sky Sports e nello stesso periodo è stata inviata per gli internazionali di tennis a Roma. Dal 2006 al 2010 è entrata a far parte della redazione di Verissimo.
Dal 2006 viene assunta nella redazione del TG5 di Roma, sotto la direzione di Clemente Mimun, dove dal 2010 al 2014 ha condotto il TG5 Minuti andata in onda su Canale 5 tra le 17:50 e le 18:00, dal 2014 al 2018 ha condotto l'edizione delle 8:00 del TG5 e insieme a quest'ultima edizione ha condotto anche l'edizione Flash in onda alle 10:50, mentre dal 2015 al 2018 ha condotto l'edizione delle 13:00 del TG5. Oltre alla conduzione del telegiornale ricopre anche il ruolo di inviata in cui si occupa del settore musicale, e dove a volte conduce anche degli speciali del TG5.
Nel 2022, per festeggiare i trent'anni di storia del TG5, il 15 gennaio è stata intervistata insieme alle sue colleghe Roberta Floris e Simona Branchetti nel programma Verissimo in onda su Canale 5 con la conduzione di Silvia Toffanin.

## Vita privata
Susanna Galeazzi dal 2012 è legata sentimentalmente al biotecnologo Mattia Mirabella, dal quale ha avuto una figlia, Greta, nata nel 2017.

## Programmi televisivi
- Sky Sports (2004-2006)
- Verissimo (Canale 5, 2006-2010)
- TG5 Minuti (Canale 5, 2010-2014)
- TG5 (Canale 5, 2014-2018)
- TG5 Flash (Canale 5, 2014-2018)
- Speciale Matrix (Canale 5, 2023)

## Redazioni
- Kataweb (2002-2006)
- L'Espresso (2002-2006)
- Sky TG24 (2004-2006)
- Verissimo (Canale 5, 2006-2010)
- TG5 (Canale 5, dal 2006)